# Júlia-borbolya
A Júlia-borbolya (Berberis julianae) a boglárkavirágúak (Ranunculales) rendjébe sorolt borbolyafélék (Berberidaceae) családjában a névadó borbolya (Berberis) nemzetség egyik faja.

## Származása, elterjedése
Kínából származik.

## Megjelenése, felépítése

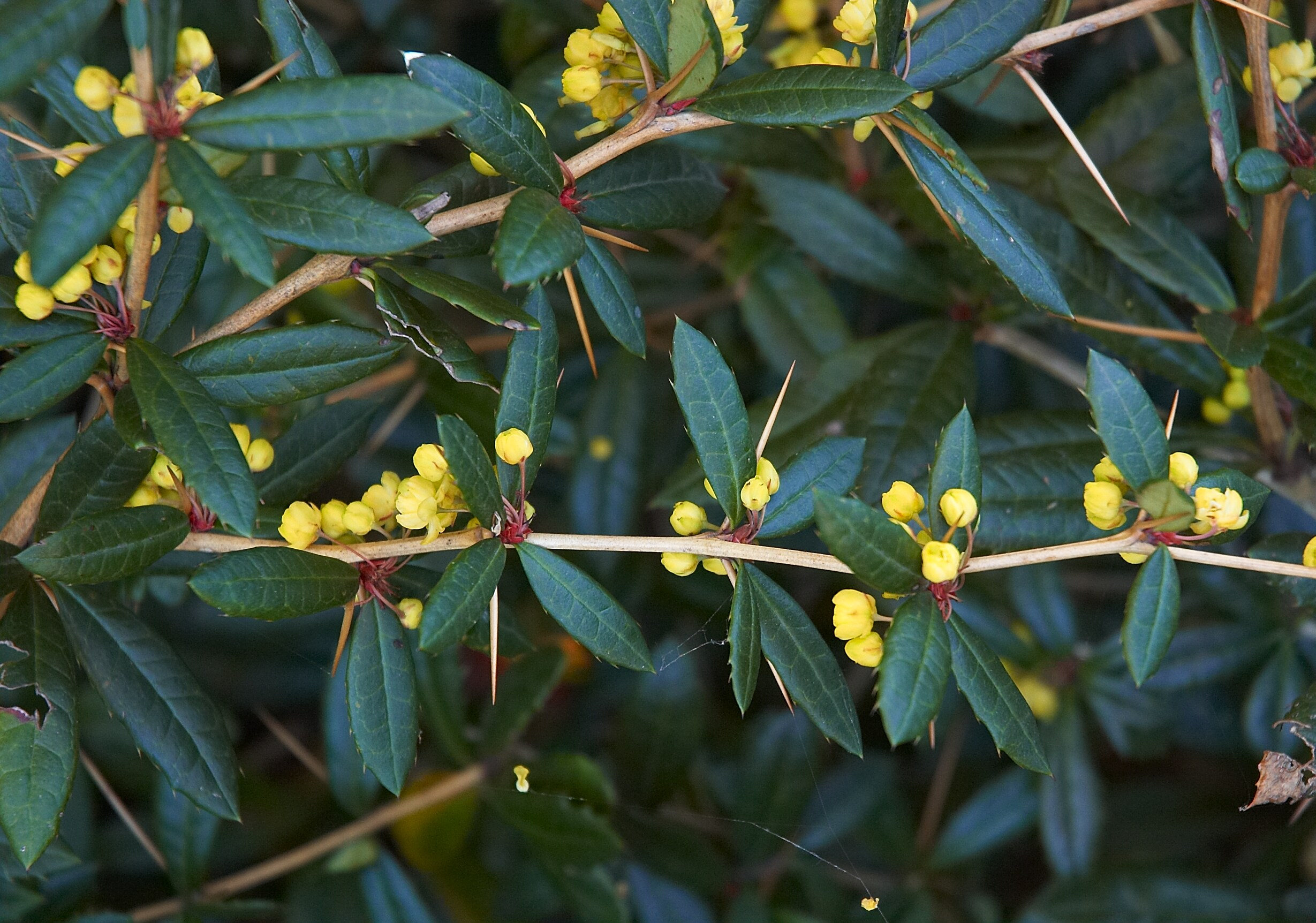
Virágzata

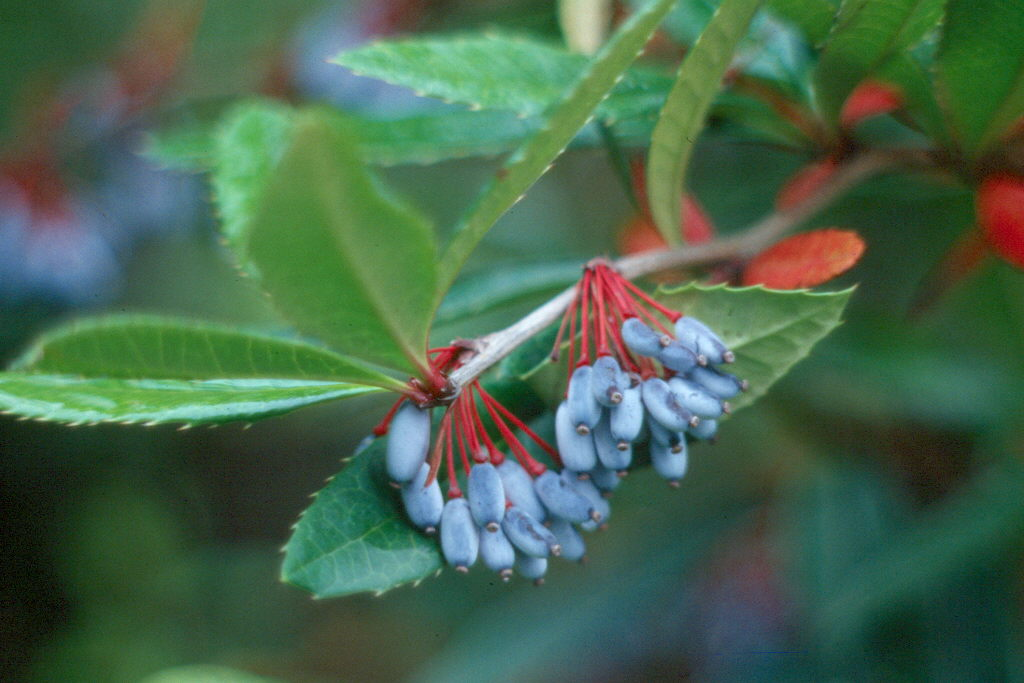
Termései

1–2 m magas bokorrá fejlődhet. Ágai a hegyes, erős, igen szúrós tövisek hármasával állnak. Bőrszerű, keskeny lándzsás, felül fényeszöld, alul világoszöld levelei ritkásan, tövisesen fogazottak.

## Életmódja, termőhelye
Örökzöld, néha félörökzöld. Napos helyen lombja ősszel vörösre színeződik. Aranysárga, kívül vöröses árnyalatú, illatos virágai május–júniusban nyílnak. Termése hamvas kékeslila.
Igénytelen; a szennyezett városi levegőt is jól tűri. A Kárpát-medencében megbízhatóan télálló.

## Felhasználása
Közkedvelt kerti dísznövény. Metszés nélkül (is) áthatolhatatlan sövénnyé nevelhető. Gyakran telepítik az autópályákat kettéosztó sávokba.